# マンベレ・カデイ州
マンベレ・カデイ州（ フランス語: Mambéré-Kadéï、サンゴ語: Mbaere-Kadeï）は、中央アフリカ共和国の州。面積は13,500平方キロメートル、人口は約27万人（2021年推計）。西をカメルーンと接する。州都はベルベラティ。

## 歴史
1946年10月16日にオート・サンガ地域（Haute-Sangha）として創設され、1961年1月23日に州となった。1974年頃に州南部の14,150平方キロメートルが分離し、サンガ・ムバエレ州を形成した。1992年に現州名へ改名。
2021年1月21日、州北部がマンベレ州として分離し、人口・面積共に半分程度減少した。

## 隣接州
- マンベレ州
- サンガ・ムバエレ州
- 東部州

## 下位行政区画

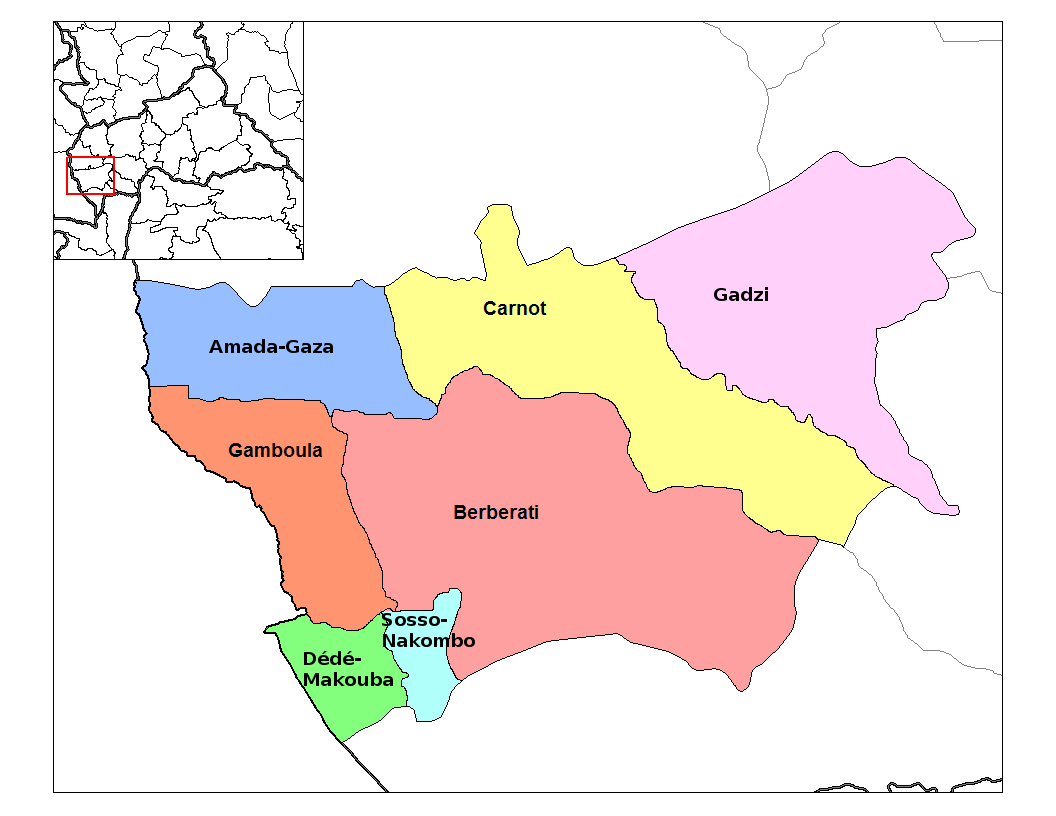
マンベレ・カデイ州の郡

2021年以降は4郡に分けられている。
- ベルベラティ
- デデ＝マコバ（フランス語版）
- ガンブーラ（フランス語版）
- ソソ＝ナコンボ（フランス語版）